# Хьюонвилл (Тасмания)
Хьюонвилл (англ. Huonville) — город (town) на юго-востоке Тасмании (Австралия). Согласно переписи 2016 года, население Хьюонвилла составляло 1840 человек.

## География
Хьюонвилл расположен на юго-востоке острова Тасмания, в нижнем течении реки Хьюон, которая течёт с запада, от озера Педдер. Река Хьюон становится гораздо шире вскоре за Хьюонвиллем, поворачивая на юго-восток и постепенно превращаясь в эстуарий, впадающий в пролив Д’Антркасто (D’Entrecasteaux Channel), соединяющийся с Тасмановым морем и находящийся недалеко от южной части острова Бруни. В нижней части ширина эстуария превышает 3 км.

## История

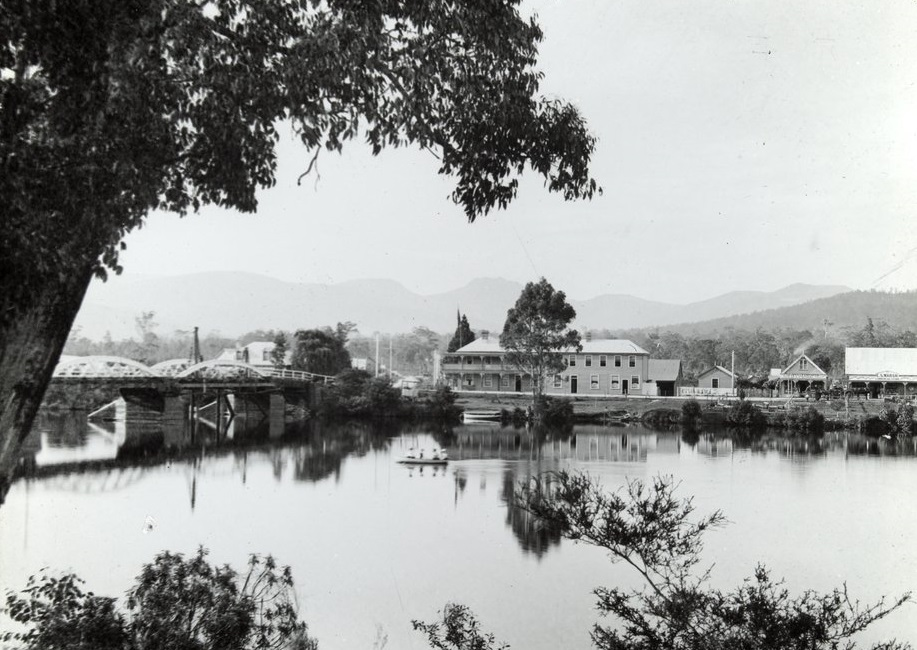
Вид на Хьюонвилл (первая половина XX века)

С давних времён в этих краях жили тасманийские аборигены, которые называли эту местность Tahune-Linah. Во время экспедиции 1792 года Брюни д’Антркасто (Bruni d’Entrecasteaux) назвал реку Хьюон в честь своего заместителя (англ. second-in-command) Жана-Мишеля Юона (Хьюона) де Кермадека (Jean-Michel Huon de Kermadec).
В 1839 году Томас и Уильям Уолтоны (Thomas and William Walton) получили грант на землю и вскоре стали первыми постоянными поселенцами европейского происхождения в районе нынешнего Хьюонвилла. К 1853 году здесь уже жило около 100 человек — в основном, из числа заключённых. В 1855 году была проложена дорога до Хобарта, а в 1876 году был построен мост через реку Хьюон. В районе развивалась деревообрабатывающая промышленность, а также выращивали яблоки (Huon apples), которые ценились не только в Тасмании, но и за её пределами.

## Население
Согласно переписи населения 2016 года, население Хьюонвилла составляло 1840 человек, 47,5 % мужчин и 52,5 % женщин. Средний возраст жителей Хьюонвилла составлял 43 года.
| 1996 | 2001 | 2006 | 2011 | 2016 |
| ---- | ---- | ---- | ---- | ---- |
| 1718 | 1705 | 1806 | 1741 | 1840 |

## Транспорт
Хьюонвилл связан с Хобартом автомобильной дорогой  Хьюон-Хайвей (Huon Highway). Расстояние от Хьюонвилла до Хобарта — 38 км. До того, как была построена дорога , основной дорогой от Хобарта к Хьюонвиллу была  Хьюон-Роуд (Huon Road), проходящая у юго-восточного склона горы Веллингтон.
Проходя через Хьюонвилл, дорога  продолжается на юг до Саутпорта. Расстояние от Хьюонвилла до Саутпорта — 59 км.